# Shinkafi
Shinkafi est une zone de gouvernement local et un état traditionnel de l'État de Zamfara au Nigeria,.

## Liste des souverains de Shinkafi
Mohammadu Makwashe, le 13ème et actuel souverain (depuis 2000), est le 1er à porter le titre d'émir.
1. Magaji Mamman (1835-1845) ;
2. Magaji Bello (1845-1859) ;
3. Magaji Ibrahim Ier (1859-1874) ;
4. Magaji Bube (1874-1889) ;
5. Magaji Umaru (1889-1903) ;
6. Magaji Abdu (1903-1922) ;
7. Magaji Ahmadou (1922-1926) ;
8. Magaji Mainasara (Dango) (1926-1939) ;
9. Magaji Ahmadu Lamido (1939-1950) ;
10. Magaji Ibrahim II (1950-1990) ;
11. Magaji Mohammadu Moyi (1990-1994) ;
12. Magaji Mohammadu Makwashe (1995-2000) ;
13. Émir Mohammadu Makwashe (depuis 2000)

## Source
- (en) Cet article est partiellement ou en totalité issu de l’article de Wikipédia en anglais intitulé « Shinkafi » (voir la liste des auteurs).